# セントラル・ディビジョン (NBA)
セントラル・ディビジョン (英: Central Division) は、北米のプロバスケットボールリーグNBAのイースタン・カンファレンスの3つのディビジョン(地区)のうちの1つ。シカゴ・ブルズ、クリーブランド・キャバリアーズ、デトロイト・ピストンズ、インディアナ・ペイサーズ、ミルウォーキー・バックスの5チームが所属する。キャバリアーズ以外の4チームはいずれもミッドウェスト・ディビジョンから移った。

## 歴史
ディビジョンは、1970-71シーズンにバッファロー・ブレーブス、クリーブランド・キャバリアーズ、ポートランド・トレイルブレイザーズの3チームが加わり、リーグが14チームから17チームに増加したときにそれまでのイースタン・ディビジョン、ウェスタン・ディビジョンが再編され、イースタン・カンファレンス、ウェスタン・カンファレンスが創設された際、創設されアトランタ・ホークス、ボルチモア・ブレッツ、シンシナティ・ロイヤルズ、クリーブランド・キャバリアーズの4チームが所属した。ホークスはウェスタン・ディビジョン、ブレッツ、ロイヤルズはイースタン・ディビジョンからの加入であった。
1972-73シーズンにシンシナティ・ロイヤルズがカンザスシティ＝オマハ・キングスとなり脱退、ヒューストン・ロケッツが加入した。1974-75シーズンよりニューオーリンズ・ジャズが加入して5チームとなった。ABAがNBAに吸収合併された1976-77シーズンにはサンアントニオ・スパーズが加入して6チームとなった。
1978-79シーズンにピストンズが加入、ブレッツが脱退、1979-80シーズンにペイサーズが加入、ユタ州ソルトレイクシティに移転したジャズが脱退、1980-81シーズンにブルズ、バックスが加入、ロケッツ、スパーズが脱退した。
1989-90シーズンにオーランド・マジックが加入して7チームとなり、マジックは1年で脱退したが、1990-91シーズンにホーネッツが加入した。1995-96シーズンにトロント・ラプターズが加入して8チームとなった。ホーネッツは2002-03シーズンにニューオーリンズに移転した後もディビジョンに所属した。2004-05シーズンにディビジョンがそれまでの4つから6つに分かれる際にホークス、ホーネッツ、ラプターズが脱退して5チームとなった。
ピストンズが9回、ブルズが8回ディビジョン優勝している。またブルズが6回、ピストンズが3回、ブレッツとキャバリアーズが1回ずつ合計11回NBAチャンピオンが誕生している。このうち1977-78シーズンのブレッツ、2003-04シーズンのピストンズ以外はディビジョン優勝したチームである。2005-06シーズンは全5チームがプレーオフに進出した。ペイサーズを除く4チームがNBAファイナル優勝を経験している。1949-50シーズン、NBAが3つのディビジョンに分かれていた1シーズンにもセントラル・ディビジョンが存在した。この時在籍していたチームは、ミネアポリス・レイカーズ、ロチェスター・ロイヤルズ、フォートウェイン・ピストンズ、シカゴ・スタッグズ、セントルイス・ボンバーズの5チームである。

## 所属チーム
| チーム名                       | 本拠地             | 加入年 | 加入元                       |
| ------------------------------ | ------------------ | ------ | ---------------------------- |
| シカゴ・ブルズ                 | シカゴ             | 1980   | ミッドウェスト・ディビジョン |
| クリーブランド・キャバリアーズ | クリーブランド     | 1970   | エクスパンションチーム       |
| デトロイト・ピストンズ         | デトロイト         | 1978   | ミッドウェスト・ディビジョン |
| インディアナ・ペイサーズ       | インディアナポリス | 1979   | ミッドウェスト・ディビジョン |
| ミルウォーキー・バックス       | ミルウォーキー     | 1980   | ミッドウェスト・ディビジョン |

### 過去に所属したチーム
| チーム名                                                                                       | 都市                    | 加入年               | 加入元                       | 脱退年 | 脱退先                                                          |      |                              |
| ---------------------------------------------------------------------------------------------- | ----------------------- | -------------------- | ---------------------------- | ------ | --------------------------------------------------------------- | ---- | ---------------------------- |
| チーム名                                                                                       | 都市                    | アトランタ・ホークス | アトランタ                   | 1970   | ウェスタン・ディビジョン                                        | 2004 | サウスイースト・ディビジョン |
| シャーロット・ホーネッツ                                                                       | シャーロット            | 1990                 | ミッドウェスト・ディビジョン | 2002   | サウスイースト・ディビジョン                                    |      |                              |
| シンシナティ・ロイヤルズ （現在のサクラメント・キングス)                                       | シンシナティ            | 1970                 | イースタン・ディビジョン     | 1972   | ミッドウェスト・ディビジョン (カンザスシティ＝オマハ・キングス) |      |                              |
| ヒューストン・ロケッツ                                                                         | ヒューストン            | 1972                 | ウェスタン・ディビジョン     | 1980   | ミッドウェスト・ディビジョン                                    |      |                              |
| ニューオーリンズ・ホーネッツ （現在のニューオーリンズ・ペリカンズ)                             | ニューオーリンズ        | 2002                 | エクスパンションチーム       | 2004   | サウスウェスト・ディビジョン                                    |      |                              |
| ニューオーリンズ・ジャズ （現在のユタ・ジャズ)                                                 | ニューオーリンズ        | 1974                 | エクスパンションチーム       | 1979   | ミッドウェスト・ディビジョン (ユタ・ジャズ)                     |      |                              |
| オーランド・マジック                                                                           | オーランド              | 1989                 | エクスパンションチーム       | 1990   | ミッドウェスト・ディビジョン                                    |      |                              |
| サンアントニオ・スパーズ                                                                       | サンアントニオ          | 1976                 | ABA                          | 1980   | ミッドウェスト・ディビジョン                                    |      |                              |
| トロント・ラプターズ                                                                           | トロント                | 1995                 | エクスパンションチーム       | 2004   | アトランティック・ディビジョン                                  |      |                              |
| ワシントン・ブレッツ （現在のワシントン・ウィザーズ) キャピタル・ブレッツ ボルチモア・ブレッツ | ランドーバー ボルチモア | 1970                 | イースタン・ディビジョン     | 1978   | アトランティック・ディビジョン                                  |      |                              |